# Pachydactylus caraculicus
Pachydactylus caraculicus este o specie de șopârle din genul Pachydactylus, familia Gekkonidae, descrisă de Fitzsimons 1959. Conform Catalogue of Life specia Pachydactylus caraculicus nu are subspecii cunoscute.